# Jason Bright

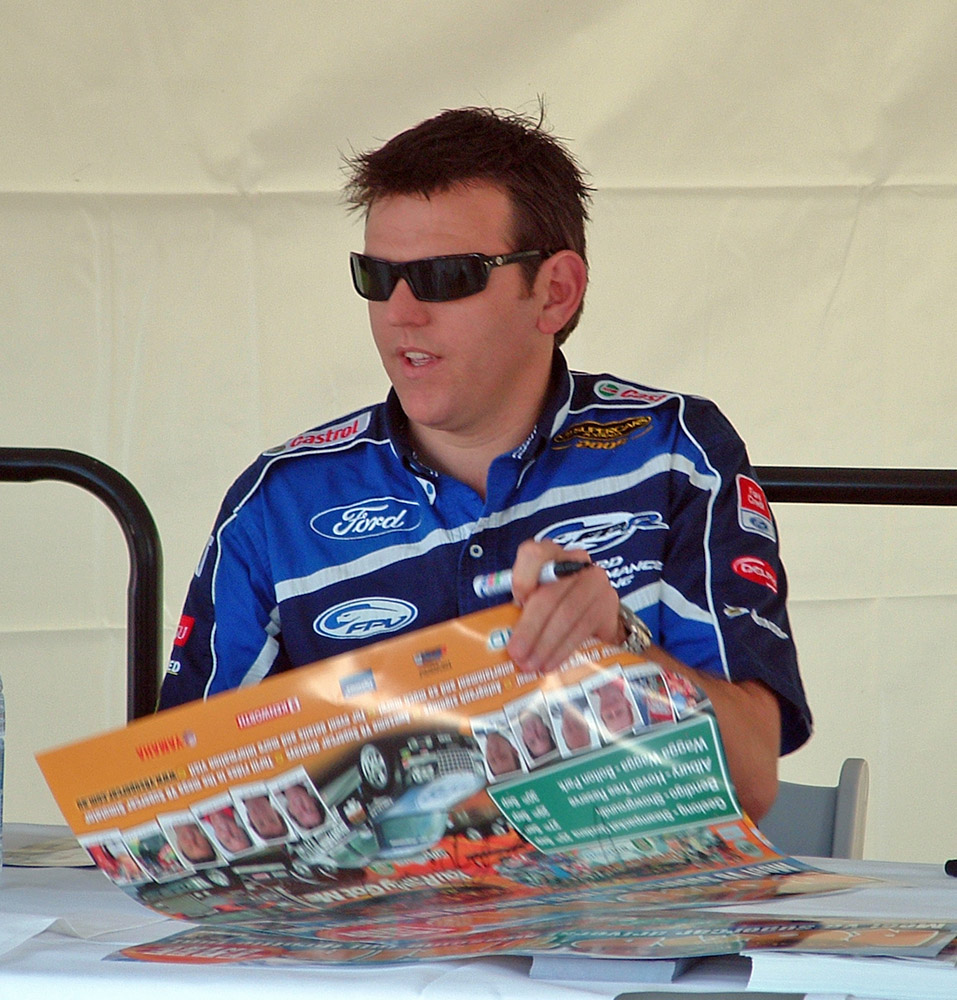
Jason Bright 2005

Jason Paul Bright (* 3. März 1973 in Moe) ist ein ehemaliger australischer Autorennfahrer.

## Karriere als Rennfahrer
Nach einer Anfangszeit im Kartsport, wo er 1988 schon als 15-Jähriger aktiv war, begann die professionelle Fahrerkarriere 1993 in der Formel Ford. 1994 wurde er Dritter in der australischen Formel-Ford-Meisterschaft. Im folgenden Jahr konnte er auf einem Van Diemen RF95 die Meisterschaft für sich entscheiden. Nach einem zweiten Endrang in der Australian Drivers’ Championship, einer Rennserie, die zu dieser Zeit mit Fahrzeugen der Formel Holden ausgetragen wurde, 1996, gewann er 1997 den Titel vor Jason Bargwanna und Scott Dixon.
Ab 1997 wurde er zum regelmäßigen Starter in der australischen Tourenwagen-Meisterschaft und der V8-Supercar-Meisterschaft. Seine besten Jahresergebnisse in der V8-Supercar-Meisterschaft waren die dritten Gesamtränge 2001 und 2003. Das Bathurst 1000 gewann er 1998 gemeinsam mit dem Teamkollegen Steven Richards im Ford Folcon.
Außerhalb Australiens war Bright kaum aktiv. 2006 fuhr er beim 12-Stunden-Rennen von Sebring einen Werks-Aston Martin DBR9 gemeinsam mit Pedro Lamy und Stéphane Sarrazin an die vierte Stelle der Gesamtwertung. Sein einziger Einsatz beim 24-Stunden-Rennen von Le Mans endete 2013 mit dem 37. Gesamtrang. Ende der Saison 2017 trat er als Fahrer zurück.

## Statistik

### Le-Mans-Ergebnisse
| Jahr | Team               | Fahrzeug               | Teamkollege         | Teamkollege | Platzierung | Ausfallgrund |
| ---- | ------------------ | ---------------------- | ------------------- | ----------- | ----------- | ------------ |
| 2013 | 8 Star Motorsports | Ferrari 458 Italia GT2 | Vicente Potolicchio | Rui Águas   | Rang 37     |              |

### Sebring-Ergebnisse
| Jahr | Team                | Fahrzeug          | Teamkollege | Teamkollege       | Platzierung | Ausfallgrund |
| ---- | ------------------- | ----------------- | ----------- | ----------------- | ----------- | ------------ |
| 2006 | Aston Martin Racing | Aston Martin DBR9 | Pedro Lamy  | Stéphane Sarrazin | Rang 4      |              |

### Einzelergebnisse in der FIA-Langstrecken-Weltmeisterschaft
| Saison | Team               | Rennwagen              | 1   | 2   | 3   | 4   | 5   | 6   | 7   | 8   |
| ------ | ------------------ | ---------------------- | --- | --- | --- | --- | --- | --- | --- | --- |
| 2013   | 8 Star Motorsports | Ferrari 458 Italia GT2 | SIL | SPA | LEM | SAO | AUS | FUJ | SHA | BAH |
| 2013   | 8 Star Motorsports | Ferrari 458 Italia GT2 | 37  |     |     |     |     |     |     |     |